# Marco Müller (Eishockeyspieler, 1990)
Marco Müller (* 22. November 1990 in Heilbronn) ist ein deutscher Eishockeyspieler, der seit 2014 bei den Kassel Huskies aus der DEL2 unter Vertrag steht und dort auf der Position des Verteidigers spielt. Zuvor war Müller bereits für die Heilbronner Falken, Eispiraten Crimmitschau und Bietigheim Steelers in der zweithöchsten Spielklasse aktiv.

## Karriere
Müller absolvierte in der Saison 2005/06 erste Einsätze für das Juniorenteam des SC Bietigheim-Bissingen in der Deutschen Nachwuchsliga (DNL), bis er 2007 innerhalb der Spielklasse zum Rekordmeister Jungadler Mannheim wechselte. Mit der Juniorenmannschaft des DEL-Klubs Adler Mannheim gewann der Rechtsschütze im Jahr 2008 die Meisterschaft der DNL. Nach dem Erfolg wurde Müller in den Stammkader des Mannheimer Kooperationspartners Heilbronner Falken aufgenommen, für die er bis 2010 in der 2. Bundesliga spielte. Nach einer Spielzeit bei den Eispiraten Crimmitschau wechselte der Verteidiger zur Saison 2011/12 zu den Löwen Frankfurt in die drittklassige Oberliga.
Zur Spielzeit 2012/13 zog es den Abwehrspieler wieder in die zweithöchste Spielklasse, wo er die Saison bei den Heilbronner Falken verbrachte. Während der Saison 2013/14 stand Müller wieder bei seinem Ausbildungsverein aus Bietigheim in der in DEL2 umfirmierten zweiten Liga unter Vertrag, wechselte aber zum darauffolgenden Spieljahr zu den Kassel Huskies. Mit der Mannschaft gewann er im Frühjahr 2016 die Meisterschaft der DEL2.

### International
Für die deutsche U18-Nationalmannschaft nahm Müller an der Weltmeisterschaft 2008 teil und erzielte dabei in sechs Einsätzen eine Torvorlage.

## Erfolge und Auszeichnungen
- 2008 Deutscher U18-Juniorenmeister mit den Jungadler Mannheim
- 2016 DEL2-Meister mit den Kassel Huskies

## Karrierestatistik
Stand: Ende der Saison 2024/25

### International
Vertrat Deutschland bei:
- U18-Junioren-Weltmeisterschaft 2008

(Legende zur Spielerstatistik: Sp oder GP = absolvierte Spiele; T oder G = erzielte Tore; V oder A = erzielte Assists; Pkt oder Pts = erzielte Scorerpunkte; SM oder PIM = erhaltene Strafminuten; +/− = Plus/Minus-Bilanz; PP = erzielte Überzahltore; SH = erzielte Unterzahltore; GW = erzielte Siegtore; 1 Play-downs/Relegation; Kursiv: Statistik nicht vollständig)